# Karin Boye
Karin Maria Boye (Göteborg, 26 ottobre 1900 – Alingsås, 24 aprile 1941) è stata una scrittrice, poetessa e critica letteraria svedese.

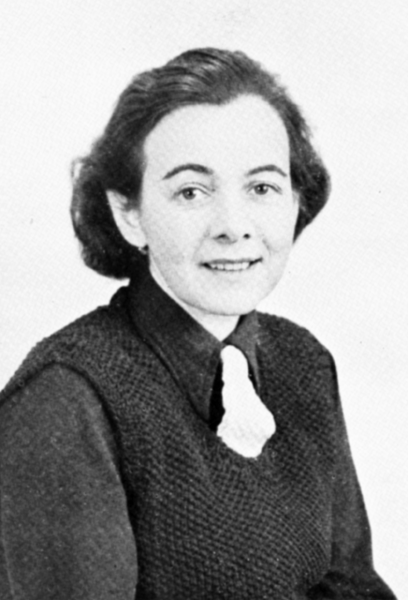
Karin Boye

Conosciuta principalmente per i suoi componimenti poetici, sperimentò anche altri generi letterari, come il saggio e il romanzo. L'opera che la rese nota a livello internazionale è il romanzo distopico Kallocaina pubblicato nel 1940.

## Biografia

### Giovinezza e studi
Karin Boye nasce a Göteborg il 26 ottobre 1900. Il padre, Fritz Boye, era ingegnere civile e la madre, Signe Liljestrand, era impegnata in questioni femminili e politiche, oltre che religiose e spirituali. Boye vanta una discendenza tedesca da parte paterna: il nonno era console prussiano a Göteborg.
In un primo momento fu la madre ad occuparsi dell'educazione della figlia, vista la propria formazione in letterature classiche europee. Il padre rimase invece una figura abbastanza lontana; raramente mostrava tenerezza nei confronti dei figli, come questi rivelarono in seguito. Karin frequentò una scuola elementare privata a Göteborg, dove la sua insegnante fu impressionata dalla sua spiccata intelligenza.
In seguito si trasferì a Stoccolma con la famiglia, frequentò il liceo e ricevette il suo primo premio per un racconto; fu proprio in questo periodo che ebbe inizio la sua produzione lirica e teatrale. Durante il liceo conobbe una ragazza dal temperamento simile al suo, con la quale lesse autori come Dumas, Kipling, H. G. Wells e Tagore. Quest'ultimo ebbe un impatto notevole su di lei, facendole nascere un forte interesse per la mitologia indiana. Venne anche in contatto con il buddismo e cercò di apprendere il sanscrito. Durante gli anni del liceo, Boye iniziò a tenere dei diari, in cui annotava le proprie esperienze, specie di carattere religioso e scolastico. Nel 1918 si verificò un avvenimento di fondamentale importanza per la sua vita: in un campo estivo conobbe Agnes Fellenius, con la quale strinse una profonda amicizia, e Anita Nothorst, che diventerà sua amica nonché oggetto di un amore mai ricambiato.
Consigliata ad iscriversi alla facoltà di teologia, dato che percepiva la propria vita come misteriosamente collegata ad un sentimento di abnegazione, Karin rifiutò queste indicazioni in quanto, a seguito di una crisi interiore, aveva scoperto la propria bisessualità, e ritenne che una carriera teologica avrebbe implicato una negazione di questa parte di sé.
Nel 1922 Boye debuttò con la raccolta di poesie Moln (Nuvole), che aveva per temi le scoperte e le svolte che avvengono nella vita, il dubbio nell'esistenza di Dio e l'avvenire. Si iscrisse all'università di Uppsala, dove studiò greco antico e lingue e letterature nordiche. Studiò in particolare il norreno, che le servì per leggere e apprezzare i componimenti dell'Edda e altri testi in prosa. Oltre all'attività letteraria, Boye fece anche parte dell'Unione Studentesca di Uppsala in qualità di segretaria prima e presidente in seguito.
Durante la permanenza ad Uppsala prese parte al movimento radicale socialista Clarté, al quale aderirono altri letterati, come Selma Lagerlöf. Nella rivista promossa da questo movimento, Boye pubblicò alcune delle sue poesie più note e un saggio, Språket bortom logiken, in cui annunciava un nuovo linguaggio simbolico fondato sulla psicoanalisi.

### Matrimonio e carriera in Spektrum
Nel 1929 sposò Leif Björk, anch'egli attivista del movimento Clarté. Dopo essere tornata a Stoccolma, divenne editrice presso il periodico di avanguardia "Spektrum", importante per l'introduzione del modernismo in Svezia, diretta da Josef Riwkin e al quale collaboravano la fotografa Anna Riwkin-Brick e sua sorella, la giornalista Eugénie Söderberg.  In questa rivista pubblicò diversi saggi e componimenti, e la traduzione a quattro mani con Erik Mesterton di La terra desolata di T. S. Eliot dall'inglese allo svedese. Nel 1932 terminò la collaborazione con Spektrum e ruppe definitivamente i legami con il marito.

### Ultimi anni

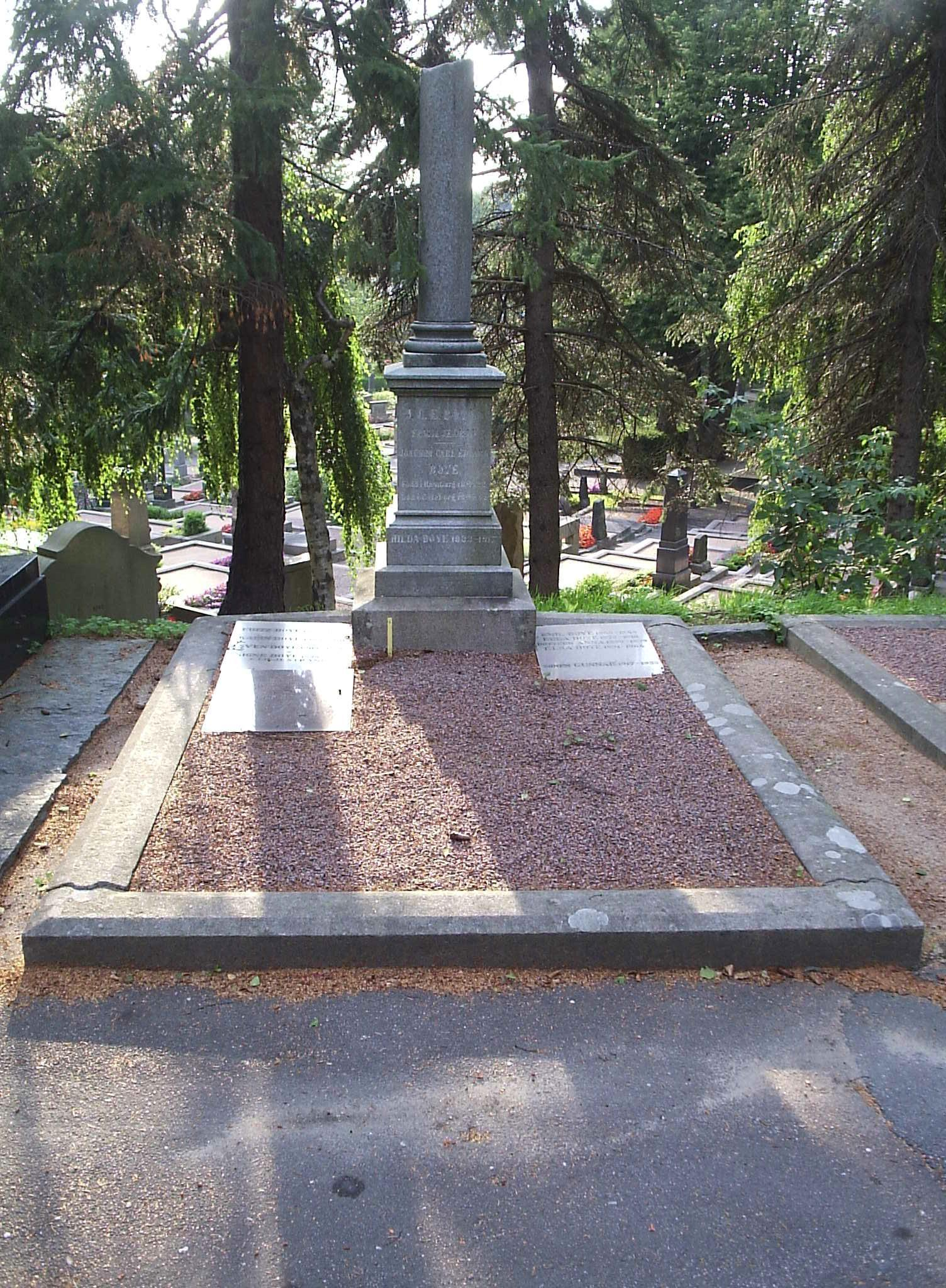
Tomba di Karin Boye nel cimitero Östra kyrkogården a Göteborg.

A seguito di un periodo di grave depressione con tendenze suicide, Boye decise di passare un lungo periodo a Berlino, dove si sottopose a psicoanalisi, anche per comprendere meglio la natura della propria inclinazione bisessuale. Lo psicanalista che la seguiva, Walter Schindler, si rese presto conto della gravità della situazione della paziente e lasciò scritto nel proprio diario che Boye si sarebbe con ogni probabilità tolta la vita nel giro di 10 anni.
Durante la permanenza nella capitale tedesca incontrò Margot Hanel, una giovane donna ebrea di estrazione borghese che visse con lei fino alla sua morte. Karin era consapevole della propria inclinazione bisessuale da molto tempo, ma faticava ad accettarla, dato che l'omosessualità (e di conseguenza anche la bisessualità) all'epoca era considerata reato in Svezia come nella maggior parte dei paesi occidentali.
Dopo aver trascorso un periodo di crescente instabilità mentale, Boye - recatasi in una collina della città di Alingsas - morì suicida a causa di una ingente quantità di sonniferi all'età di 41 anni nel 1941, lo stesso anno in cui si tolsero la vita anche Virginia Woolf e Marina Ivanovna Cvetaeva. Un mese dopo il suo suicidio, anche la compagna Margot Hanel si tolse la vita.
Boye venne in seguito riconosciuta come importante scrittrice femminista e la sua esplorazione dei rapporti di ruolo maschili e femminili in opere come Merit vaknar (1933) e För lite (1936) divenne oggetto di numerosi studi accademici.

## Romanzi

### Kallocaina

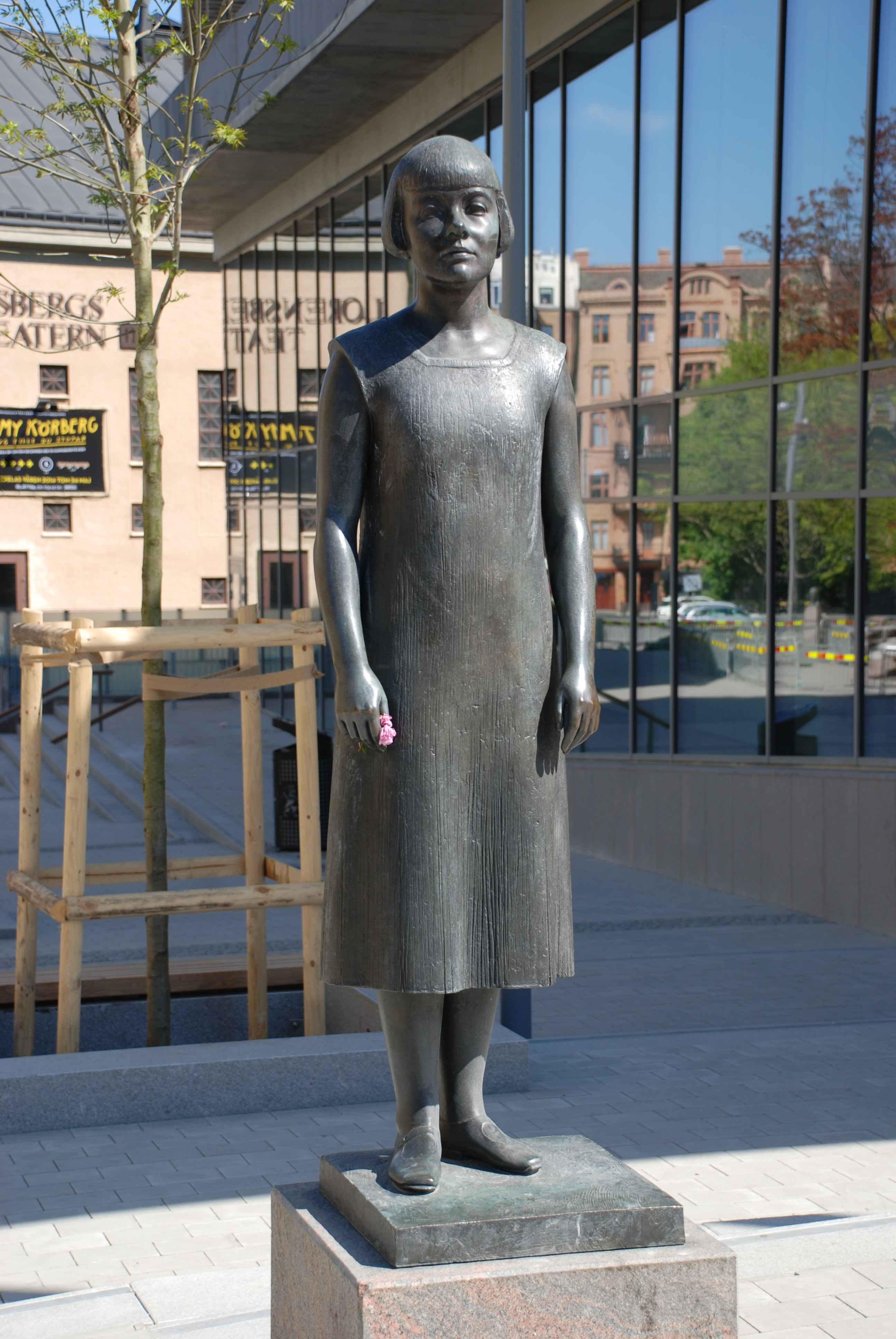
Statua di Karin Boye fuori dalla Stadsbiblioteket di Göteborg.

Boye scrisse diversi romanzi, tra cui Crisi (1934) e För lite (1936), ma il più importante e conosciuto è senza dubbio Kallocaina, pubblicato nel 1940, un anno prima della morte della scrittrice. È un romanzo distopico scritto in forma di diario, spesso accostato a 1984 di George Orwell, pubblicato nove anni dopo, e Il mondo nuovo di Aldous Huxley, in cui è presente una critica all'Unione Sovietica e della Germania nazista.
Anche in Kallocaina, come nell'opera di Huxley, viene somministrata una droga con lo scopo di instupidire e manipolare le persone e impedire loro di provare sentimenti, ritenuti nocivi per il funzionamento della società, e lo Stato controlla la crescita dei soldati fin dalla tenera età, quando i bambini vengono sottratti alle famiglie per ricevere un'educazione di stampo militare.
A differenza de Il mondo nuovo, però, in Kallocaina la funzione riproduttiva della donna è ancora di fondamentale importanza per la società: è infatti grazie alla riproduzione biologica che viene fornita forza lavoro allo Stato. Tuttavia, la maternità non è intesa come rapporto affettivo tra madre e figlio: nel regime dello Stato Universale le donne devono dare alla luce bambini, ma questi apparterranno allo Stato anziché alla famiglia.
Ad avvicinare Kallocaina a 1984 è la sottomissione dell'individuo allo Stato: nel romanzo di Boye, infatti, le persone sono costrette a vivere e lavorare per lo Stato, esattamente come succede nel mondo descritto da Orwell. Tutti sono costantemente controllati in 1984, come accade anche per i personaggi in Kallocaina, nonostante siano forme di controllo diverse. Benché il controllo esercitato dai due regimi sia molto rigido, in Kallocaina un traditore dello Stato verrebbe punito tramite una sua richiesta di perdono via radio, mentre in 1984 si rischierebbe la prigione o addirittura la pena di morte. Un'altra differenza tra i due romanzi sta nel personaggio principale; Leo dimostra amore per lo Stato, Winston è contrario al regime del Grande Fratello e ne disprezza le politiche fin dall'inizio. Un fattore comune a tutti e tre i romanzi è la tecnologia: essa si contrappone alla natura ed è rappresentata dall'ambiente industriale, che svolge un ruolo centrale nelle tre opere. Ciò che invece contraddistingue la distopia di Boye dalle altre è la concezione di dittatura, qui intesa come agente interno all'animo del protagonista, anziché elemento esterno ai personaggi.
La voce femminile emerge di rado nel romanzo, dando quasi l'impressione che il punto di vista sia quello di un uomo.

### Crisi
Crisi (Kris, 1934) è il secondo romanzo per importanza dopo Kallocaina e risulta interessante in quanto riflette la crisi interiore a cui la stessa autrice dovette far fronte. Il romanzo tratta la storia di Malin Frost, studentessa universitaria con una forte fede cristiana che si trova nel mezzo di un'altrettanto forte crisi interiore. Malin, che viene di solito considerata una sorta di alter ego di Boye, si innamora, infatti, della compagna di classe Siv, e questo evento la farà meditare sulla propria sessualità e la porterà a ribellarsi al padre e a Dio stesso.
Alla fine Malin sceglierà la via della ribellione, ignorando la morale tradizionale che etichettava l'omosessualità come crimine, atto "contronatura" e frutto di perversione. La crisi spirituale della protagonista si rivela importante ai fini della sua formazione, poiché le fornisce forza interiore e fiducia in sé stessa e nei valori morali in cui crede, consentendole di accettare la propria sessualità al termine degli studi e di subire una conversione "al rovescio" dal Cristianesimo alla fede nella vita. Per come è stato scritto e strutturato, il romanzo venne considerato innovativo e modernista e venne incluso nel filone del Bildungsroman.

## Poetica
La produzione di Karin Boye è piuttosto consistente, considerata la sua precocità nel comporre poesia. La sua prima raccolta, Moln (1922), traccia uno sviluppo personale che riflette alcune tematiche che caratterizzeranno buona parte della sua opera, come la riflessione sull'esistenza di Dio.
Boye si interessò a Schopenhauer, interesse che la portò a comporre En buddhistisk fantasi, e professò il credo buddista durante parte dell'adolescenza, per poi convertirsi al Cristianesimo. Componimenti come Aftonbön e Vägskäl testimoniano la sua fede cristiana. Oltre alla religione sono presenti anche riferimenti alla mitologia greca e nordica e gli elementi mitologici e religiosi spesso si mescolano all'erotismo. Nelle successive raccolte Gömda land (1924) e Härdarna (1927), i testi hanno un tono più cupo e l'influenza di Freud è intuibile già a partire dal titolo della prima raccolta, in cui il concetto di "terre nascoste" implica un viaggio da parte della poetessa all'interno della propria psiche. In entrambe queste raccolte è palese l'influenza della letteratura norrena.
Lo stile poetico di Boye è generalmente caratterizzato da un uso conservatore della lingua e da numerose figure retoriche, quali l'allitterazione e la ripetizione. A contraddistinguere il suo stile è, però, l'uso dell'"io" lirico (lyriskt "jag"), che sottintende un "tu" indeterminato come destinatario. L'omissione del pronome di terza persona rappresenta una grande innovazione in campo letterario, che va a sfidare l'eteronormatività dell'epoca. In altri componimenti lirici di autori contemporanei a Boye è pressoché impossibile trovare questo uso dei pronomi, poiché essi seguivano uno schema preciso, in cui erano presenti i pronomi maschili e femminili di terza persona, evitando possibili interpretazioni in altri sensi da parte del lettore.
Il componimento più famoso di Boye, dedicato all'amica e scrittrice Elin Wägner,  è "Ja, visst gör det ont när knoppar brister" ("Certo che fa male quando i boccioli si rompono"), tratto dalla raccolta För trädets skull, considerato il suo lavoro più modernista ed espressionista dal punto di vista stilistico. In questa raccolta il verso libero è usato in maggior misura rispetto alle raccolte precedenti, soprattutto per consentire un approccio più diretto con i temi trattati, quali sessualità, moralità e psicanalisi. La raccolta ricevette reazioni miste da parte del pubblico. In "Ja, visst gör det ont när knoppar brister" l'autrice dà sfogo ancora una volta al proprio malessere interiore attraverso una serie di metafore legate al mondo della natura. Un esempio è rappresentato dal suo incipit:
(Karin Boye)
La raccolta De sju dödssynderna, pubblicata postuma, viene considerata da molti come la sua opera migliore. Al suo interno vengono affrontati temi come la morte, la distruzione e la vita.

## Opere

### Romanzi
- Astarte, 1931
- Merit vaknar, 1933
- Crisi (Kris, 1934), traduzione e introduzione di Enrico Tiozzo, Canterano : Aracne, 2017, ISBN 978-88-255-0253-4.
- För lite, 1936
- Kallocaina (Kallocain, 1940), traduzione di Barbara Alinei, 1993, ISBN 88-7091-034-2.

### Raccolte poetiche
- 1922 - Moln
- 1924 - Gömda land
- 1927 - Härdarna
- 1935 - För trädets skull
- 1941 - De sju dödssynderna
- 1994 - Poesie, - trad. Daniela Marceschi, 1994 ISBN 8871661656

### Saggi
- 1932 - Språket bortom logiken

### Novelle
- 1934 – Uppgörelser
- 1940 – Ur funktion
- 1941 – Bebådelse